# Дмитриев, Лев Александрович
Лев Алекса́ндрович Дми́триев (18 августа 1921, г. Сызрань — 21 февраля 1993, Санкт-Петербург) — советский и российский литературовед, исследователь древнерусской литературы. Доктор филологических наук. Член-корреспондент АН СССР (с 1984), член-корреспондент РАН (1991).
Участник Великой Отечественной войны, главный научный сотрудник Института русской литературы РАН. Лауреат Государственной премии Российской Федерации (1993, посмертно).

## Биография

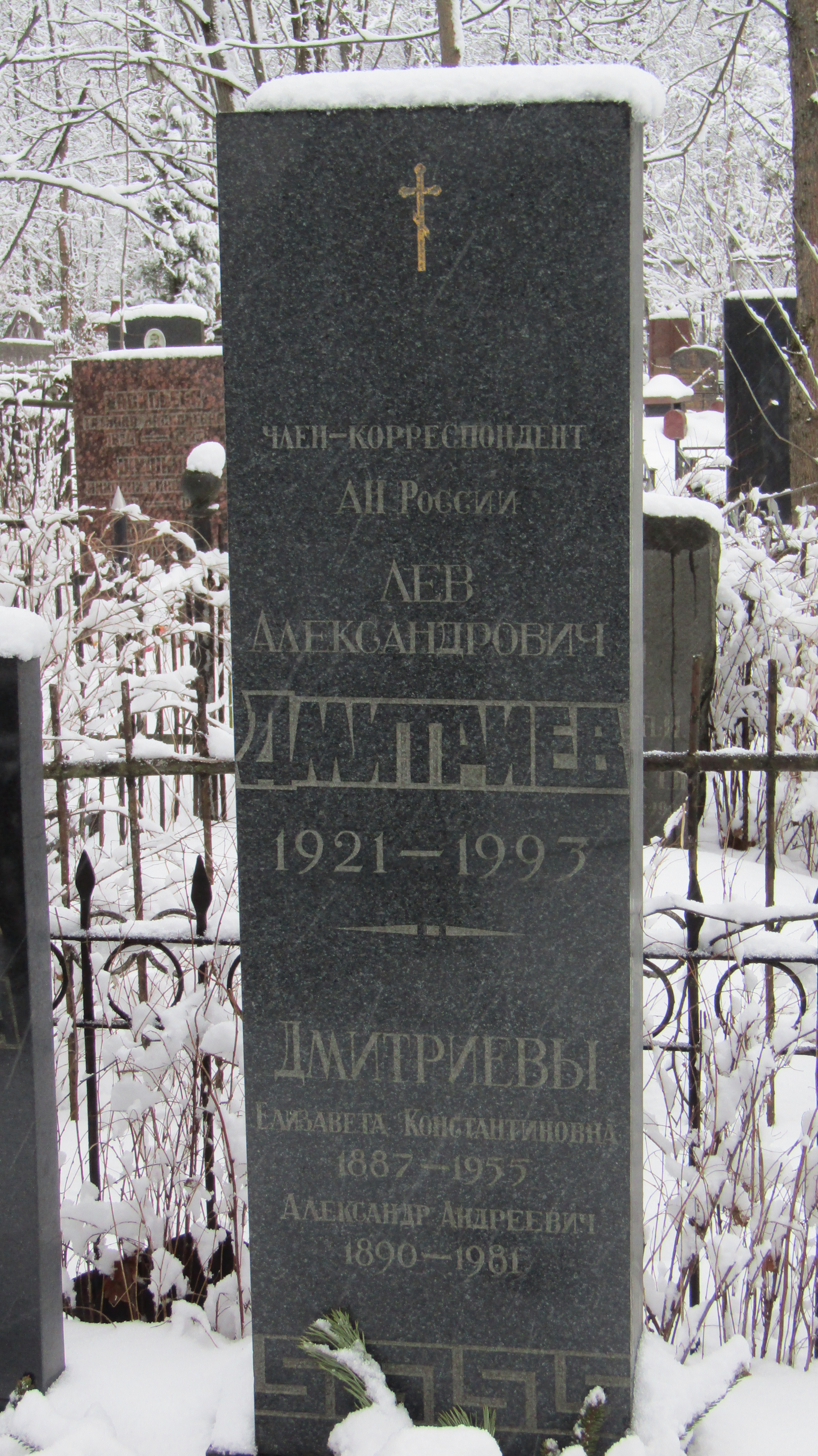
Могила Дмитриева Л.А. Серафимовское кладбище, Санкт-Петербург.

Родился в семье железнодорожника одним из пятерых детей. Его отец, Александр Андреевич Дмитриев, окончил Музыкально-драматическое училище и был актёром театра Корша, но после революции приобрёл профессию инженера-путейца.
В 1933 семья переехала в Ленинград. В 1939 г. Л. А. Дмитриев поступил на филологический факультет Ленинградского университета, но уже в ноябре был призван в армию. Во время зимней финской кампании 1939—1940 гг. служил на Карельском перешейке в 115-м зенитно-артиллерийском полку. В 1941—1945 гг. выполнял обязанности дежурного сержанта по связи в Управлении ПВО Ленинградского военного округа.
Уволившись в октябре 1945 г., восстановился в университете, который окончил в 1950 г.. В 1953 г. окончил аспирантуру при Пушкинском Доме (тема кандидатской диссертации — «Сказание о Мамаевом побоище») и в том же году зачислен младшим научным сотрудником сектора древнерусской литературы. В 1974 году защитил докторскую диссертацию на тему «Легендарно-биографические повествования древнего Новгорода».
Многократно выезжал в археографические экспедиции, его усилиями в значительной мере было создано Карельское собрание рукописей Древлехранилища Пушкинского Дома.
Был женат на филологе и исследовательнице русской средневековой книжности Руфине Дмитриевой. Внук — композитор и пианист Николай Мажара.

## Награды
Награждён орденом Отечественной войны 2-й степени и медалями: «За боевые заслуги», «За оборону Ленинграда», «За победу над Германией в Великой Отечественной войне 1941—1945 гг.».

## Сочинения
1951
- На выставке в литературном музее. (Выставка, посвященная 150-летию первого издания «Слова о полку Игореве», в Институте литературы АН СССР) // Ленинский путь. Путивль, 26 января.
- Археографические экспедиции в Заонежский район Карело-Финской ССР // Доклады и сообщения Филологического ин-та ЛГУ. Л. Вып. 3. С. 287—290.
- Юбилей первого издания «Слова о полку Игореве» (1800—1950) // ТОДРЛ. М.; Л. Т. 8. С. 415—423.

1952
- Слово о полку Игореве / Ред. М. Скрипиль. Л. 308 с. (Библиотека поэта. Большая сер.). Подгот. текстов; статья: «Слово о полку Игореве» — величайший памятник мировой культуры — с. 5—49 (совместно с В. Л. Виноградовой); примеч. — с. 233—305.

1953
- Глагол «каяти» и река Каяла в «Слове о полку Игореве» // ТОДРЛ. М.; Л. Т. 9. С. 30—38. Сказание о Мамаевом побоище. Автореф. канд. дис. Л. 20 с.

1954
- О датировке «Сказания о Мамаевом побоище» // ТОДРЛ. М.; Л. Т. 10. С. 185—199.

1955
- Публицистические идеи «Сказания о Мамаевом побоище» // ТОДРЛ. М.; Л. Т. 11. С. 140—155.
- «Слово о полку Игореве»: Библиография изданий, переводов и исследований. 1938—1954/ Сост. Л. А. Дмитриев; Отв. ред. М. О. Скрипиль. М.; Л. 90 с.
- Ред.: Библиография древнерусской повести / Сост. А. А. Назаревский; Ред. Н. К. Гудзий и Л. А. Дмитриев. М.; Л. 192 с.

1957
- М. О. Скрипиль. (Некролог) // ТОДРЛ. М.; Л. Т. 13. С. 721—724.
- Список трудов М. О. Скрипиля // Там же. С. 725—730.
- Славяно-русские рукописи Отдела редких книг Латвийской гос. библиотеки в Риге // Там же. С. 579—580.
- Памяти Михаила Осиповича Скрипиля // ИОЛЯ. Т. 16, вып. 4. С. 386—392.

1958
- Повести о житии Михаила Клопского / Отв. ред. И. П. Еремин. М.; Л. 172 с.
- Факсимильные издания «Слова о полку Игореве» // ТОДРЛ. М.; Л. Т. 14. С. 77—82.
- Ответ на 7-й вопрос Советского комитета славистов «Какие возникают задачи дальнейшего изучения “Слова о полку Игореве”»? // IV Международный съезд славистов. Сборник ответов на вопросы по литературоведению. М. С. 31—32; то же // ИОЛЯ. Т. 17, вып. 2. С. 190—191.
- Русские повести XV—XVI веков / Сост. М. О. Скрипиль; Ред. Б. А. Ларин. Л. 488 с. Подгот. текстов: «Задонщина» — с. 9—15, «Сказание о Мамаевом побоище» — с. 16—38; статьи и примеч.: «Задонщина» — с. 341—348, «Сказание о Мамаевом побоище» — с. 349—365.

1959
- Повести о Куликовской битве / Изд. подгот. М. Н. Тихомиров, В. Ф. Ржига, Л. А. Дмитриев; Отв. ред. М. Н. Тихомиров. М. 512 с. (Сер. «Литературные памятники»). Подгот. текстов: «Сказание о Мамаевом побоище». Основная редакция — с. 43—76. Распространенная редакция — с. 111—162; примеч. к переводу Основной редакции (совместно с М. Н. Тихомировым) — с. 277—287; статьи: К литературной истории Сказания о Мамаевом побоище — с. 406—448, Обзор редакций Сказания о Мамаевом побоище — с. 449—480, Описание рукописных списков Сказания о Мамаевом побоище — с. 481—509.
- Книга о рукописном отделе Библиотеки Академии наук [Рец. на кн.: Исторический очерк и обзор фондов рукописного отдела Библиотеки Академии наук / Отв. ред. В. П. Адрианова-Перетц. Вып. 1: XVIII в. М.; Л., 1956. 483 с.; вып. 2: XIX—XX вв. М.; Л., 1958. 398 с.] // Исторический архив. М. Т. 4. С. 231—233.

1960
- История первого издания «Слова о полку Игореве»: Материалы и исследование / Отв. ред. Д. С. Лихачев. М.; Л. 378 с.
- Новонайденная повесть XVIII в. «История о португальской королевне Анне и о гишпанском королевиче Александре» // ТОДРЛ. М.; Л. Т. 16. С. 490—505 (совместно с Ю. М. Лотманом).
- Принцип трехчленности в композиционном построении «Слова о полку Игореве» [Рец. на ст.: Б. Н. Двинянинов. Принцип трехчленности в плане и композиции «Слова о полку Игореве» // Учен. зап. Тамбовского гос. пед. ин-та. Воронеж, 1958. Вып. 12. С. 137—172] // Там же. С. 606—610.
- Собрание рукописей научной библиотеки Саратовского гос. университета им. Н. Г. Чернышевского // Там же. С. 554—560.
- Новый список «Описания трех путей» Афанасия Холмогорского // Археографический ежегодник за 1958 г. М. С. 335—349.
- Былины в записях и пересказах XVII—XVIII веков / Изд. подгот. А. М. Астахова, В. В. Митрофанова, М. О. Скрипиль; Отв. ред. А. М. Астахова. М.; Л. 320 с. (Сер. «Памятники русского фольклора»). Подгот. текстов: «История о славном и о храбром богатыре Илье Мурамце и о Соловье разбойнике» — с. 113—115, [История об Илье Муромце] — с. 129—131; описание рукописей, по которым опубликованы тексты, — с. 271, 277.

1961
- Археографическая экспедиция в Беломорский, Кемский и Лоухский районы Карельской АССР летом 1959 г. // ТОДРЛ. М.; Л. Т. 17. С. 531—544 (совместно с А. И. Копаневым).
- Обсуждение проекта «Словаря-комментария “Слова о полку Игореве”» // Научные доклады высшей школы. Филологические науки. № 4. С. 159—163.
- Адрианова-Перетц В. П. // СИЭ. М. Т. 1. Стб. 219.

1962
- История открытия рукописи «Слова о полку Игореве» // Слово о полку Игореве — памятник XII века / Отв. ред. Д. С. Лихачев. М.; Л. С. 406—429.
- Н. М. Карамзин и «Слово о полку Игореве» // ТОДРЛ. М.; Л. Т. 18. С. 38—49.
- Вновь найденное сочинение об Иване Грозном // Там же. С. 374—408.
- Археографическая экспедиция в Мурманскую область и Карельскую АССР летом 1960 г. //Там же. С. 412—419 (совместно с А. И. Копаневым).
- Адрианова-Перетц В. П. // КЛЭ. М. Т. 1. Стб. 88.
- Баркулабовская летопись // СИЭ. М. Т. 2. Стб. 133—134.
- Боян // Там же. Стб. 657.
- Рец. на кн.: Министерство культуры РСФСР. Государственная ордена Ленина библиотека СССР им. В. И. Ленина. Отдел рукописей. Музейное собрание рукописей. Описание. Т. 1. № 1 — № 3005 / Под ред. И. М. Кудрявцева. М., 1961. 524 с. // ИОЛЯ. Т. 21, вып. 4. С. 348—350.

1963
- Роль и значение митрополита Киприана в истории древнерусской литературы (к русско-болгарским литературным связям XIV—XV вв.) // ТОДРЛ. М.; Л. Т. 19. С. 215—254.
- Великоустюжские летописи // СИЭ. М. Т. 3. Стб. 256.
- Витебская летопись // Там же. Стб. 510.
- Вологодские летописи // Там же. Стб. 673.
- Ред.: ТОДРЛ. Т. 19. Русская литература XI—XVII веков среди славянских литератур / Ред.: Л. А. Дмитриев и Д. С. Лихачев. М.; Л. 456 с.

1964
- Нерешенные вопросы происхождения и истории экспрессивно-эмоционального стиля XV века // ТОДРЛ. М.; Л. Т. 20. С. 72—89.
- Важнейшие проблемы исследования «Слова о полку Игореве» // Там же. С. 120—138.
- Игорь Петрович Еремин. (Некролог) // Там же. С. 418—424.
- Задонщина // СИЭ. М. Т. 5. Стб. 595.
- Иларион // Там же. Стб. 787.
- Задонщина // Краткая литературная энциклопедия. М. Т. 2. Стб. 974—975.

1965
- Кирик // СИЭ. М. Т. 7. Стб. 280.
- Кирилл Туровский // Там же. Стб. 282.
- Климент Смолятич // Там же. Стб. 425.
- М. Н. Тихомиров. (Некролог) // ТОДРЛ. М.; Л. Т. 21. С. 397.

1966
- Киево-Печерский патерик // Краткая литературная энциклопедия. М. Т. 3. Стб. 509—510.
- От редакторов // «Слово о полку Игореве» и памятники Куликовского цикла: К вопросу о времени написания «Слова» / Ред. Д. С. Лихачев и Л. А. Дмитриев. М.; Л. С. 3—10 (совместно с Д. С. Лихачевым).
- Вставки из «Задонщины» в «Сказании о Мамаевом побоище» как показатели по истории текста этих произведений // Там же. С. 385—439.
- Миниатюры «Сказания о Мамаевом побоище» // ТОДРЛ. М.; Л. Т. 22. С. 239—263.
- Памяти Николая Калинниковича Гудзия (1887—1965) // Там же. С. 469—471 (совместно с В. П. Адриановой-Перетц).
- Дмитрий Сергеевич Лихачев (к шестидесятилетию со дня рождения) // Русская литература. № 3. С. 233—240 (совместно с В. П. Адриановой-Перетц и Я. С. Лурье).
- «Новая» работа о «Слове о полку Игореве» [Рец. на кн.: Bibliothèque russe de l’Institut d’études slaves, t. XXXIV. Quelques données historiques sur le Slovo d’Igor’ et Tmutorokan’ par M. I. Uspenskij (1866—1942). Thaduction française et texte russe avec pièces complémentaires et appendice par André Mazon et Michel Laran. Paris, 1965. 176 pp.] // Русская литература. № 2. С. 238—246.
- Ред.: «Слово о полку Игореве» и памятники Куликовского цикла. К вопросу о времени написания «Слова» / Ред.: Д. С. Лихачев и Л. А. Дмитриев. М.; Л. 620 с.

1967
- Слово о полку Игореве / Вступ. статья Д. С. Лихачева; Сост. и подгот. текстов Л. А. Дмитриева и Д. С. Лихачева; Примеч. О. В. Творогова и Л. А. Дмитриева. Л. 540 с. (Библиотека поэта. Большая сер. 2-е изд.).

Статья: «Слово о полку Игореве» и русская литература — с. 69—92; переводы: «Слово о полку Игореве» — с. 57—66 (совместно с Д. С. Лихачевым и О. В. Твороговым), «Валентина» — с. 378—388 (совместно с Д. С. Лихачевым и О. В. Твороговым), «Слово о погибели Русской земли» — с. 360—362 (совместно с Д. С. Лихачевым и О. В. Твороговым); примеч. — с. 529—536 (совместно с О. В. Твороговым).
- По поводу статьи А. А. Зимина «Спорные вопросы текстологии “Задонщины”» // Русская литература. № 1. С. 105—121 (совместно с Р. П. Дмитриевой и О. В. Твороговым).

1968
- Повесть о разорении Рязани Батыем // СИЭ. М. Т. 11. Стб. 230—231.

1969
- «Изборник» (Сборник произведений литературы Древней Руси) / Вступ. статья Д. С. Лихачева; Сост. и общая ред. тома Л. А. Дмитриева и Д. С. Лихачева. М. 800 с. (Библиотека всемирной литературы. Серия первая; Т. 15).

Подгот. древнерусских текстов и переводы: «Киево-Печерский патерик» — с. 290—324, «Задонщина» — с. 380—397, «Повесть о путешествии Иоанна Новгородского на бесе» — с. 404—413, «Житие Михаила Клопского» — с. 414—431, «Повесть о Басарге» — с. 446—453; примеч.: к «Киево-Печерскому патерику» — с. 736—739, к «Задонщине» — с. 747—750, к «Повести о путешествии Иоанна Новгородского на бесе» — с. 751—752, к «Житию Михаила Клопского» — с. 752—754, к «Повести о Басарге» — с. 756.
- Первоначальный вид и время возникновения Сказания о молодце и девице // ТОДРЛ. Л. Т. 24. С. 205—209.
- От редактора // Повесть о Дмитрии Басарге и о сыне его Борзосмысле / Исследование и подгот. текстов М. О. Скрипиля; Отв. ред. Л. А. Дмитриев. Л. С. 3—10.
- Сказание о Мамаевом побоище // СИЭ. М. Т. 12. Стб. 940—941.
- Труд, побеждающий скептиков: (О книге В. П. Адриановой-Перетц «“Слово о полку Игореве” и русская литература XI—XIII веков») // Правда. 5 сентября, № 248 (18661). С. 3 (совместно с Д. С. Лихачевым).
- Рец. на кн.: В. П. Адрианова-Перетц. «Слово о полку Игореве» и русская литература XI—XIII веков. Л. 200 с. // ИОЛЯ. Т. 28, вып. 4. С. 365—369.
- Ред.: Повесть о Дмитрии Басарге и о сыне его Борзосмысле / Исследование и подгот. текстов М. О. Скрипиля; Отв. ред. Л. А. Дмитриев. Л. 218 с.
- Ред.: Панченко А. М. Чешско-русские литературные связи XVII века / Отв. ред. Л. А. Дмитриев. Л. 182 с.

1970
- Истоки русской беллетристики: Возникновение жанров сюжетного повествования в древнерусской литературе / Отв. ред. Я. С. Лурье. Л. 596 с. Гл. VI. Сюжетное повествование в житийных памятниках конца XIII—XV в. — с. 208—262; гл. VII. Беллетристические элементы в историческом повествовании XIV—XV вв., раздел III — с. 284—319 («Повесть о Царьграде» совместно с Я. С. Лурье).
- Русская литература и фольклор (XI—XVIII вв.) / Отв. ред. В. Г. Базанов. Л. 432 с. Гл. 2. «Слово о полку Игореве» — с. 36—54.
- Повесть о житии Варлаама Керетского // ТОДРЛ. Л. Т. 25. С. 178—196.
- Проблемы изучения севернорусских житий // Пути изучения древнерусской литературы и письменности / Ред.: Д. С. Лихачев, Н. Ф. Дробленкова. Л. С. 65—75.

1971
- Автор «Слова о полку Игореве» и анонимные авторы в древнерусской литературе // Русские писатели. Биобиблиографический словарь / Ред. коллегия: Д. С. Лихачев, С. И. Машинский, С. М. Петров, А. И. Ревякин. М. С. 11—18.
- Нестор Летописец // Там же. С. 36—38.
- Исторический эпизод XVI столетия в устном предании нового времени // ТОДРЛ. Л. Т. 26. С. 50—53.
- Н. В. Шарлемань. (Некролог) // Там же. С. 374—378.
- Слово о полку Игореве // СИЭ. М. Т. 13. Стб. 69—70.
- Скрипиль // КЛЭ. М. Т. 6. Стб. 903—904.
- Ред.: ТОДРЛ. Т. 26. Древнерусская литература и русская культура XVIII—XX вв. / Ред.: Л. А. Дмитриев, Д. С. Лихачев (отв. ред.), М. А. Салмина. Л. 384 с.

1972
- Жанр севернорусских житий // ТОДРЛ. Л. Т. 27. С. 181—202.
- Отрывок сборника пословиц XVII в. // Рукописное наследие Древней Руси. По материалам Пушкинского Дома / Отв. ред. А. М. Панченко. Л. С. 28—56.
- Состояние и перспективы изучения книжно-рукописных традиций Заонежья // Там же. С. 330—337.
- К спорам о датировке «Слова о полку Игореве» (по поводу статьи Л. Н. Гумилева) // Русская литература. № 1. С. 83—86.
- Осторожно — «Слово о полку Игореве»! (Письмо в редакцию) // Там же. С. 246—255 (совместно с О. В. Твороговым).

1973
- Житийные повести Русского Севера как памятники литературы XIII—XVII вв. Эволюция жанра легендарно-биографических сказаний / Отв. ред. А. М. Панченко. Л. 304 с.(Приложения : с. 271 - 293. Имен. указ. : с. 294 - 299. Указ. произв. : с. 299 - 301. Указ. шифров рукописей : с. 301 - 302).
- Легендарно-биографические повествования древнего Новгорода. Автореф. докт. дис. Л. 32 с.
- Кто с мечом. Три произведения древнерусской литературы XIII—XV веков: Пер. с древнерусского / Консультант акад. Д. С. Лихачев; Сост. А. Д. Шмаринов. М. Примеч. к «Сказанию о Мамаевом побоище» — с. 85—94 (совместно с М. Н. Тихомировым). Переизд.: М., 1975. С. 116—125.
- Литературные судьбы жанра древнерусских житий. (Церковно-служебный канон и сюжетное повествование) // Славянские литературы. VII Международный съезд славистов. Варшава, август 1973 г. Доклады советской делегации / Ред. коллегия: М. П. Алексеев, Д. Ф. Марков, А. Н. Робинсон. М. С. 400-418.
- Варвара Павловна Адрианова-Перетц. Некролог // ИОЛЯ. Т. 32, вып. 1. С. 100—103 (совместно с Н. Дробленковой, Д. Лихачевым, А. Панченко).
- Ред.: Ромодановская Е. К. Русская литература в Сибири первой половины XVII в. (Истоки русской сибирской литературы) / Отв. ред. Л. А. Дмитриев. Новосибирск. 172 с.

1974
- Лондонский лицевой список «Сказания о Мамаевом побоище» // ТОДРЛ. Л. Т. 28. С. 155—179.
- «Слово о полку Игореве» в трудах В. П. Адриановой-Перетц // Там же. Т. 29. С. 6—11.

1975
- Сто семидесятипятилетие первого издания «Слова о полку Игореве» // Русская литература. № 4. С. 57—65.
- Книге «Слово о полку Игореве» — 175 лет // Неман. Ежемесячный литературно-художественный и общественно-политический журнал. Минск. № 9. С. 162—166.
- К вопросу об издании памятников тырновской книжной школы // ИОЛЯ. Т. 34, вып. 2. С. 175—177.
- Древнерусская литература (конец 10—17 вв.) // БСЭ. 3-е изд. М. Т. 22. С. 266—267.
- Из глубины веков. (К 175-летию первого издания «Слова о полку Игореве») // Литературная газета. 23 июля, № 30. С. 6.
- Ред.: Пустозерский сборник. Автографы сочинений Аввакума и Епифания / Изд. подгот. Н. С. Демкова, Н. Ф. Дробленкова, Л. И. Сазонова; Под ред. В. И. Малышева (отв. ред.), Н. С. Демковой, Л. А. Дмитриева. Л. 264 с.
- Ред. (в сост. редкол.): Памятники культуры. Новые открытия. Письменность. Искусство. Археология. Ежегодник 1974. М. 462 с.

1976
- 175-летие первого издания «Слова о полку Игореве». (Некоторые итоги и задачи изучения «Слова») // ТОДРЛ. Л. Т. 31. С. 3—13.
- Два замечания к тексту «Слова о полку Игореве» // Там же. С. 285—290.
- Книга академика В. Н. Перетца «Слово о полку Iгоревім пам’ятка феодальноï Украï-Руси XII віку» (К 50-летию издания) // Там же. С. 344—350.
- Проблемы изучения древнерусской литературы // Культурное наследие Древней Руси. Истоки. Становление. Традиции. М. С. 3—23 (совместно с Я. С. Лурье и А. М. Панченко).
- Реминисценции «Слова о полку Игореве» в памятнике новгородской литературы // Там же. С. 50—54.
- Академик Дмитрий Сергеевич Лихачев (К 70-летию со дня рождения) // Русская литература. № 4. С. 251—254 (совместно с Я. С. Лурье и А. М. Панченко).
- Первые издатели «Слова» // Вестник Академии наук СССР. № 4. С. 97—103.
- Нестареющее слово // В мире книг. № 7. С. 85—87.
- О первом издании «Слова о полку Игореве».
- Литературно-книжная деятельность митрополита Киприана и традиции Великотырновской книжной школы (резюме) // Втори международен симпозиум «Ученици и последователи на Евтимий Търновски» (Резюмета на докладите и научните съобщения). Велико Търново. С. 28.

Резюме доклада, прочитанного на Международном симпозиуме в Велико Тырнове в мае месяце 1976 г.
- «Слово о полку Игореве» в интерпретации О. Сулейменова [Рец. на кн.: О. Сулейменов. Аз и Я. Книга благонамеренного читателя. Алма-Ата, 1975] // Русская литература. № 1. С. 251—258 (совместно с О. В. Твороговым).
- Ред.: ТОДРЛ. Т. 31. «Слово о полку Игореве» и памятники древнерусской литературы / Редколлегия: Л. А. Дмитриев, Д. С. Лихачев (отв. ред.), М. А. Салмина. Л. 404 с.
- Ред. (в сост. редкол.): Культурное наследие Древней Руси. Истоки. Становление. Традиции / Редколлегия: М. Б. Храпченко, В. Г. Базанов (отв. ред.), Л. А. Дмитриев, А. М. Панченко, Г. М. Фридлендер, М. А. Салмина. М. 460 с.
- Ред. (в сост. редкол.); Памятники культуры. Новые открытия. Письменность. Искусство. Археология. Ежегодник 1975. М. 476 с.

1977
- Ред.: Кукушкина М. В. Монастырские библиотеки Русского Севера. Очерки по истории книжной культуры XVI—XVII веков / Отв. ред.: С. Н. Валк, Л. А. Дмитриев Л. 224 с.
- Ред.: Древние российские стихотворения, собранные Киршею Даниловым / 2-е доп. изд. подгот. А. П. Евгеньева и Б. Н. Путилов; Отв. ред. Л. А. Дмитриев. М. 488 с. (Сер. «Литературные памятники»).
- Ред. (в сост. редкол.): Памятники культуры. Новые открытия. Письменность. Искусство. Археология. Ежегодник 1976. М. 406 с.
- Ред. (в сост. редкол.): Памятники культуры. Новые открытия. Письменность. Искусство. Археология. Ежегодник 1977. М. 472 с.

1978
- Памятники литературы Древней Руси. Начало русской литературы. XI — начало XII века / Вступ. статья Д. С. Лихачева; Сост. и общая ред. Л. А. Дмитриева, Д. С. Лихачева М. 464 с. Подгот. текста и перевод: Сказание о Борисе и Глебе — с. 278—303; коммент. к Сказанию о Борисе и Глебе — с. 451—456.
- Ред.: Библиография работ по древнерусской литературе, опубликованных в СССР. 1958—1967 гг. / Сост. Н. Ф. Дробленкова; Ред.: В. П. Адрианова-Перетц, Л. А. Дмитриев. Л. Ч. 1 (1958—1962 гг.). 206 с.

1979
- «Книга о побоищи Мамая, царя татарского, от князя владимерского и московского Димитрия» // ТОДРЛ. Л. Т. 34. С. 61—71.
- Тысячелетие русской литературы // Русская литература. № 1. С. 3—13 (совместно с Д. С. Лихачевым и О. В. Твороговым).
- Обзор изданий памятников древнерусской литературы (1917—1978) // Там же. С. 183-199.
- Ред.: ТОДРЛ. Т. 34. Куликовская битва и подъем национального самосознания / Редколлегия: О. А. Белоброва, Л. А. Дмитриев, Д. С. Лихачев (отв. ред.). Л. 414 с.
- Ред.: Библиография работ по древнерусской литературе, опубликованных в СССР. 1958—1967 гг. / Сост. Н. Ф. Дробленкова. Ред.: В. П. Адрианова-Перетц, Л. А. Дмитриев. Л. Ч. 2 (1963—1967 гг.). 278 с.
- Ред. (в сост. редкол.): Памятники культуры. Новые открытия. Письменность. Искусство Археология. Ежегодник 1978. Л. 510 с.

1980
- История русской литературы XI—XVII веков / Под ред. Д. С. Лихачева. М. 462 с.

Гл. 2-я. Литература второй четверти XIII — конца XIII века — с. 142—181; гл. 3-я. Литература начала XIV — третьей четверти XIV века — с. 183—202; гл. 4-я. Литература конца XIV — первой половины XV века — с. 204—247.
- Памятники литературы Древней Руси. XII век / Вступ. статья Д. С. Лихачева; Сост. и общая ред. Л. А. Дмитриева, Д. С. Лихачева. М. 704 с. Подгот. текста и перевод: Киево-Печерский патерик — с. 412—623; коммент. к Киево-Печерскому патерику — с. 692—704.
- Задачи и принципы издания «Словаря писателей, деятелей книжной культуры и литературных памятников Древней Руси» // Русская литература. № 1. С. 109—120 (совместно с Д. М. Буланиным).
- История русской литературы в четырех томах. Т. 1: Древнерусская литература. Литература XVIII века / Ред. тома Д. С. Лихачев и Г. П. Макогоненко. Л. 816 с.

Гл. 3-я. Литература первых лет монголо-татарского ига. 1237 год — конец XIII века — с. 90—125; гл. 4-я. Литература эпохи русского предвозрождения. XIV — середина XV века — с. 126—184.
- Куликовская битва 1380 года в литературных памятниках Древней Руси // Русская литература. № 3. С. 3—29.
- Сказание о Мамаевом побоище. Лицевой список конца XVII века / Вступ. Статья Л. А. Дмитриева. Л. 28 с. + 19 табл. (Альбом).
- Повесть о Куликовской битве. Из Лицевого летописного свода XVI века / Науч. ред. Д. С. Лихачев; Авторы статей Д. С. Лихачев, Л. А. Дмитриев; Сост. Л. А. Дмитриев; Пер. с древнерусского О. П. Лихачевой. Л. 196 с.

Статья: Куликовская битва в древнерусских литературных памятниках — с. 178—182.
- Поле Куликово. Сказания о битве на Дону / Вступ. статья Д. С. Лихачева; Сост., подгот. текстов, послесловие и примеч. Л. А, Дмитриева; Пер. Л. А. Дмитриева и В. В. Колесова. М. 220 с.

Текст и пер. «Задонщины» — с. 20—49; текст и пер. Краткой летописной повести о Куликовской битве — с. 54—59; текст и пер. Пространной летописной повести о Куликовской битве — с. 64—105; текст Сказания о Мамаевом побоище — с. 111—217; статья: Куликовская битва в памятниках литературы Древней Руси — с. 219—237.
- За землю Русскую. Древнерусские повести / Пер., сост., предисл. и примеч. Л. А. Дмитриева. М. 128 с.

Предисл.: Героические страницы древнерусской литературы — с. 6—19; Слово о погибели Русской земли (пер.) — с. 23; Повесть о разорении Рязани Батыем (пер.) — с. 26—41; Сказание о Мамаевом побоище (пер.) — с. 44—93; Задонщина (пер.) — с. 96—111; примеч. — с. 112—125.
- На поле Куликовом. Рассказы русских летописей и воинские повести XIII—XV веков. М. 240 с.

Слово о погибели Русской земли (пер.) — с. 91—93; Повесть о Шевкале (пер.) — с. 119—122; О войне и о побоище на реке Воже (пер.) — с. 125—128; Летописная повесть о Мамаевом побоище (пер.) — с. 131—152; Задонщина (пер.) — с. 155—172; предисл. — с. 7—26; коммент. — с. 191—238.
- Задонщина / Подгот. текста, пер. и примеч. О. В. Творогова. М.

Статья: Поэтическое слово о Куликовской битве — с. 5—34; Библиография: Тексты и переводы «Задонщины». Исследования — с. 125—138.
- Поле славы / Сост. В. В. Колчин. Саратов: Приволж. кн. изд-во.

Подгот. текста и пер.: Задонщина — с. 51—61; примеч.: к Сказанию о Мамаевом побоище — с. 214—225 (совместно с М. Н. Тихомировым), к Задонщине — с. 225—228.
- Литературно-книжная деятельность митрополита Киприана и традиции великотырновской книжной школы // Търновска книжовна школа. 2. Ученици и последователи на Евтимий Търновски. Втори международен симпозиум. Велико Търново, 20—23 мая 1976. София. С. 64—70.
- Ред. (в сост. редкол.): Памятники культуры. Новые открытия. Письменность. Искусство. Археология. Ежегодник 1979. Л. 488 с.

1981
- Памятники литературы Древней Руси. XIII век / Вступ. статья Д. С. Лихачева; Сост. и общ. ред. Л. А. Дмитриева, Д. С. Лихачева. М. 616 с.

Подгот. текста и пер.: Слово о погибели Русской земли — с. 130—131, Сказание об убиении в Орде князя Михаила Черниговского и его боярина Феодора — с. 228—235; коммент. к Слову о погибели Русской земли — с. 544—546, к Слову о Меркурии Смоленском — с. 560—561, к Сказанию об убиении в Орде князя Михаила Черниговского и его боярина Феодора — с. 563—564.
- К вопросу об истории открытия рукописи «Слова о полку Игореве» // Русская литература. № 3. С. 69—75.
- Мамаево побоище в памятниках древнерусской литературы // Задонщина (Задонщина. Летописная повесть о побоище на Дону. Сказание о Мамаевом побоище) / Иллюстрации худож. Ильи Глазунова. М. С. 197—242.
- Памятники литературы Древней Руси. XIV — середина XV века / Вступ. статья Д. С. Лихачева; Сост. и общ. ред. Л. А. Дмитриева, Д. С. Лихачева. М. 606 с.

Подгот. текста и пер.: «Хождение» Стефана Новгородца — с. 29—41, Повесть о побоище на реке Пьяне — с. 88—91, Повесть о битве на реке Воже — с. 92—95, Задонщина — с. 96—111, Сказание о битве новгородцев с суздальцами — с. 448—453, Повесть о путешествии Иоанна Новгородского на бесе — с. 454—463, Повесть о Благовещенской церкви — с. 464—467; подгот. текста: Сказание о Мамаевом побоище — с. 132—182 (совместно с В. П. Бударагиным); коммент. к «Хождению» Стефана Новгородца — с. 529—531, к Повести о побоище на реке Пьяне — с. 542—543, к Повести о битве на реке Воже — с. 543—544, к Задонщине — с. 545—549, к Сказанию о Мамаевом побоище — с. 553—559, к Сказанию о битве новгородцев с суздальцами — с. 583—584, к Повести о путешествии Иоанна Новгородского на бесе — с. 585, к Повести о Благовещенской церкви — с. 585—586.
- Ред. (в сост. редкол.): Памятники культуры. Новые открытия. Письменность. Искусство. Археология. Ежегодник 1980. Л. 568 с.

1982
- Сказания и повести о Куликовской битве / Изд. подгот. Л. А. Дмитриев и О. П. Лихачева. Л. 424 с. (Сер. «Лит. памятники»).

Подгот. текстов: Задонщина — с. 7—13, Краткая летописная повесть — с. 14—15, Пространная летописная повесть — с. 16—24, Сказание о Мамаевом побоище. Основная редакция (совм. с В. П. Бударагиным) — с. 25—48, Сказание о Мамаевом побоище. Распространенная редакция (совм. с. Л. А. Чуркиной) — с. 73—102; переводы: Задонщина — с. 131—137, Краткая летописная повесть — с. 138—139, Пространная летописная повесть — с. 140—148; статья: «Литературная история памятников Куликовского цикла» — с. 306—359; текстологический комментарий (совм. с В. П. Бударагиным, О. П. Лихачевой, Л. А. Чуркиной) — с. 369—378; историко-литературный комментарий (совм. с О. П. Лихачевой) — с. 379—409.
- Памятники литературы Древней Руси. Вторая половина XV века / Вступ. статья Д. С. Лихачева; Сост. и общая ред. Л. А. Дмитриева, Д. С. Лихачева. М. 720 с.

Подгот. текстов и переводы: Повесть о посаднике Добрыне — с. 188—191, Повесть о житии Михаила Клопского — с. 334—349, Рассказ о смерти Пафнутия Боровского — с. 478—513; комментарии: к Повести о посаднике Добрыне — с. 598—599, к Повести о житии Михаила Клопского — с. 618—623, к Рассказу о смерти Пафнутия Боровского — с. 663—667.
- Мнение специалиста // Литературная газета. 1 дек., № 48. С. 5.
- Археографические экспедиции Института русской литературы (Пушкинского Дома) АН СССР // Вопросы собирания, учета, хранения и использования документальных памятников истории и культуры. Часть 2. Памятники старинной письменности. М. С. 17—22.

1983
- 600-летний юбилей Куликовской битвы // Русская литература. № 1. С. 216—234.
- «Сказание о некоем молодце, коне и сабле» // ТОДРЛ. Л. Т. 37. С. 305—310.
- Слово о полку Игореве / Вступ. статья и подгот. древнерус. текста Д. Лихачева; Сост., статья и коммент. Л. Дмитриева; Худож. В. А. Фаворский. М. 224 с. (Сер. «Классики и современники. Поэтическая б-ка»).

Переизд: М., 1985; М., 1987.
- Киево-Печерский патерик / Подгот. текста, пер. и примеч. // Повести Древней Руси XI—XII века. Л. С. 428—523 и 568—572.
- Ред. (в сост. редкол.): Памятники культуры. Новые открытия. Письменность. Искусство. Археология. Ежегодник 1981. Л. 512 с.

1984
- Памятники литературы Древней Руси. Конец XV — первая половина XVI века / Вступ. статья Д. С. Лихачева; Сост. и общ. ред. Л. А. Дмитриева, Д. С. Лихачева. М. 800 с.

Подгот. текста и перевод: Видение хутынского пономаря Тарасия — с. 416—421.
Переводы: Повесть о Петре, царевиче ордынском — с. 21—37; Сказание о князьях Владимирских — с. 422—435; Повесть о Петре и Февронии Муромских — с. 627—647; Повесть о рязанском епископе Василии — с. 649—651. Комментарии к Видению хутынского пономаря Тарасия — с. 723—724.
Куликовская битва в древнерусских литературных памятниках // Повесть о Куликовской битве. Текст и миниатюры лицевого свода XVI века. Л. С. 329—336 (на с. 382—389 — перевод статьи на англ. яз.).
- Ред. (в сост. редкол.): Памятники культуры. Новые открытия. Письменность. Искусство. Археология. Ежегодник 1982. Л. 536 с.

1985
- Памятники литературы Древней Руси. Середина XVI века / Вступ. статья Д. С. Лихачева; Сост. и общ. ред. Л. А. Дмитриева, Д. С. Лихачева. М. 565 с.

Перевод Повести о споре жизни и смерти — с. 48—53.
- История русской литературы XI—XVII веков / Под ред. Д. С. Лихачева. 2-е изд., дораб. М. 432 с.

Гл. 2: Литература второй четверти XIII — конца XIII в. — с. 126—158; гл. 3: Литература начала XIV — третьей четверти XIV в.— с. 159—176; гл. 4: Литература конца XIV — первой половины XV в. — с. 177—217.
- Слово о полку Игореве / Вступ. статьи Д. С. Лихачева и Л. А. Дмитриева; Сост. Л. А. Дмитриева, Д. С. Лихачева, О. В. Творогова; Реконстр. древнерус. текста и коммент. Н. А. Мещерского и А. А. Бурыкина; Подгот. текстов и примеч. Л. А. Дмитриева. Л. 498 с. (Б-ка поэта. Большая сер. 3-е изд.).
- Слово о полку Игореве: Альбом / Текст и иллюстр. нарисованы палехским художником Иваном Голиковым; Автор вступ. статьи, перевода на соврем. рус. яз. и коммент. Л. А. Дмитриев. Л. 84 с. (Статья и коммент. в пер. на англ. яз. повторены в изд. этой книги на англ. яз.).
- «Слово о полку Игореве» в русской советской поэзии // Русская литература. № 3. С. 16—30 (совм. с А. И. Михайловым).
- Исследовательские материалы для «Словаря книжников и книжности Древней Руси» // ТОДРЛ. Л. Т. 39.

Статьи: Тимофей — с. 93—95; Артемия Веркольского житие — с. 190—191; Герасима Вологодского житие — с. 194—195; Дмитрия Прилуцкого житие — с. 195—196; Михаила Клопского житие — с. 218—221; Федора Ярославского житие — с. 232—233; Филиппа Иранского житие — с. 234.
- Исследовательские материалы для «Словаря книжников и книжности Древней Руси» //

ТОДРЛ. Л. Т. 40.
Статьи: Писатели и книжники XI—XVII вв.— с. 31—32; Автор «Слова о полку Игореве» — с. 32—42, Боян — с. 47—52, Иван Иванович, царевич — с. 91—92, Иона — с. 103—105, Митуса — с. 135—136, Орь — с. 143—144, Петр Бориславич — с. 150—152, Тучков Василий Михайлович — с. 167—169.
- Идейная и художественная сила «Слова» // Коммунист. № 10, июль. С. 54—55.
- Некоторые проблемы (изучения «Слова о полку Игореве») // Вопросы литературы. № 9. С. 146—157.
- 800-летие «Слова о полку Игореве» // Пуналиппу (Петрозаводск). № 12. С. 117—128. На фин. яз.
- Воинские повести Древней Руси / Вступ. статья Л. А. Дмитриева; Сост. Н. В. Понырко. Л. 496 с.

Вступ. статья За землю русскую — с. 3—16; подгот. текстов и переводы: Слово о погибели Русской земли — с. 116—119; Повесть о побоище на реке Пьяне — с. 150—154; Повесть о битве на реке Воже — с. 155—158; Задонщина — с. 159—178; Пространная летописная повесть о Куликовской битве — с. 179—202; подгот. текста (совм. с В. П. Бударагиным): Сказание о Мамаевом побоище — с. 203—235; примечания: к Слову о погибели Русской земли — с. 474, к другим перечисленным произведениям — с. 478—485. Сказание о Борисе и Глебе. Факсимильное воспроизведение житийных повестей из Сильвестровского сборника (2-я половина XIV века). М.
Статья: «Сказание о Борисе и Глебе» — литературный памятник Древней Руси — с. 5—24; транскрипция древнерус. текста, пер. на соврем, рус. яз. и примеч. — с. 25—89.
- Испытание «Словом» // Сов. культура. 17 сент. С. 6. (По поводу книги А. Никитина «Точка зрения»).
- Славянска културна столица // Антенн. Седмичник за политика и култура. София. 13 ноември, № 46 (774). С. 3.
- Ред.: Ромодановская Е. К. Повести о гордом царе в рукописной традиции XVII—XIX веков. Новосибирск. 384 с.
- Ред.: Охотникова В. И. Повесть о Довмонте. Исследование и тексты. Л. 232 с.
- Ред.: (в сост. редкол.): Памятники культуры. Новые открытия. Письменность. Искусство. Археология. Ежегодник 1983. Л. 536 с.

1986
- Предисловие // Исследования «Слова о полку Игореве» / Отв. ред. Д. С. Лихачев. Л. С. 3—8.
- Исследователь «Слова о полку Игореве» И. П. Еремин // Там же. С. 220—228.
- К вопросу о переводе древнерусских текстов на современный русский язык // Армянская и русская средневековые литературы. Ереван. С. 306—316.
- Дмитрий Сергеевич Лихачев — исследователь «Слова о полку Игореве» // Альманах библиофила. Слово о полку Игореве. 800 лет. М. С. 27—35 (совм. с О. В. Твороговым).
- Слово о полку Игореве. Древнерус. текст. Перевод и переложения. Поэтические вариации / Вступ. статья Д. С. Лихачева; Статья, сост. и подгот. текста Л. А. Дмитриева; Коммент. Л. А. Дмитриева, О. В. Творогова. М. 360 с.
- Статья «Слово о полку Игореве» и русская художественная литература — с. 105—121; коммент. (совм. с О. В. Твороговым) — с. 317—357.
- Памятники литературы Древней Руси. Вторая половина XVI века / Вступ. Статья Д. С. Лихачева; Сост. и общая ред. Л. А. Дмитриева, Д. С. Лихачева. М. 640 с.
- Повести ратной славы Древней Руси / Вступ. статья и сост. Л. А. Дмитриева и В. И. Охотниковой; Отв. ред. Д. С. Лихачев. Воронеж. 352 с.

Вступ. статья (совм. с В. И. Охотниковой): Повести ратной славы — с. 5—20; подгот. текста и пер. Задонщины — с. 109—127.
- К вопросу об авторе «Слова о полку Игореве» // Русская литература. № 4. С. 3—24.
- Путь ученого (К 80-летию академика Д. С. Лихачева) // ИОЛЯ. Т. 45, № 6. С. 483—492.
- К 80-летию академика Д. С. Лихачева // Сов. Россия. 28 нояб., № 274. С. 4.
- «Слово о полку Игореве» и Н. М. Карамзин // Слово о полку Игореве. 800 лет. М. С. 205—214.
- 80-летие академика Д. С. Лихачева //Вопросы истории. № 11. С. 116—121 (совм. с Б. Б. Пиотровским, С. О. Шмидтом, В. Л. Яниным).
- Изборник. Повести Древней Руси / Вступ. статья Д. С. Лихачева; Сост. и коммент. Л. А. Дмитриева и Н. В. Понырко. М. 448 с. (Сер. «Классики и современники. Русская классическая литература»).

Переводы: Киево-Печерский патерик (отрывки) — с. 107—130; Слово о погибели Русской земли — с. 134—135; Задонщина — с. 190—199; Повесть о путешествии Иоанна Новгородского на бесе — с. 208—213; Повесть о Петре и Февронии Муромских Ермолая-Еразма — с. 249—259; комментарии (совм. с Н. В. Понырко) — с. 401—445.
- Ред. (совм. с Д. С. Лихачевым и О. В. Твороговым): Исследования «Слова о полку Игореве». Л. 296 с.
- Ред. (в сост. редкол.): Слово о полку Игореве. 800 лет / Сост. Л. И. Сазонова. М. 576 с.
- Ред. (в сост. редкол.): Памятники культуры. Новые открытия. Письменность. Искусство. Археология. Ежегодник 1984. Л. 560 с.

1987
- Словарь книжников и книжности Древней Руси. Вып. 1. (XI — первая половина XIV в.) / Отв. ред. Д. С. Лихачев. Л.

Статьи: «Автор “Слова о полку Игореве”» — с. 16—32; «Боян» — с. 83—91; «Демьян, галицкий тысяцкий» — с. 116—117; «Домид, псковский священник» — с. 117—119; «Житие Варлаама Хутынского» — с. 138—142; «Житие Феодора Ярославского» — с. 179—181; «Козьма Пскович» (совм. с Е. А. Фет) — с. 228—229; «Митуса, “словутьный певец”» — с. 254—256; «Откровение Мефодия Патарского» — с. 283—285; «Петр Бориславич» — с. 329—332; «Сказание о Борисе и Глебе» — с. 398—408; «Сказание о убиении в Орде князя Михаила Черниговского и его боярина Феодора» — с. 412—416; «Слово о погибели Русской земли» — с. 432—434; «Стефан Новгородец» — с. 447—448; «Тимофей, “премудрый книжник”» — с. 450—453.
- Некоторые проблемы изучения «Слова о полку Игореве» // В мире отечественной классики: Сб. статей. М. Вып. 2. С. 66—81.
- Записка ли «Записка о последних днях Пафнутия Боровского» Иннокентия? // Исследования по древней и новой литературе. Л. С. 59—64.
- Древнерусская литература // Энциклопедический словарь юного литературоведа. М. С. 82—87.
- Памятники литературы Древней Руси. Конец XVI — начало XVII веков / Вступ. статья Д. С. Лихачева; Сост. и общ. ред. Л. А. Дмитриева, Д. С. Лихачева. М. 616 с.

Вступительная часть к комментариям — с. 542—545.
- Ред. (в сост. редкол.): Исследования по древней и новой литературе. Л. 468 с.
- Ред. (в сост. редкол.): Памятники культуры. Новые открытия. Письменность. Искусство. Археология. Ежегодник 1985. М. 534 с.
- Ред. (в сост. редкол.): Памятники культуры. Новые открытия. Письменность. Искусство. Археология. Ежегодник 1986. Л. 575 с.

1988
- Некоторые итоги и проблемы издания памятников древнерусской литературы // Русская литература. № 1. С. 220—226.
- Словарь книжников и книжности Древней Руси. Вып. 2. (Вторая половина XIV — XVI вв.), ч. 1: А—К / Отв. ред. Д. С. Лихачев. Л.

Статьи: «Александр Свирский» — с. 20—21; «Андрей Юрьев» — с. 38—40; «Видение хутынского пономаря Тарасия (Прохора)» — с. 135—138; «Житие Адриана Пошехонского» — с. 239—241; «Житие Герасима Вологодского» — с. 251—252; «Житие Михаила Клопского» — с. 302—305; «Житие Пахомия Нерехтского» — с. 320—321; «Житие Филиппа Иранского» — с. 341—343; «Задонщина» — с. 345—353; «Иван Иванович (царевич)» — с. 384—386; «Иона» — с. 427—430; «Иродион» — с. 440—442.
- Повесть о варяжской божнице // ТОДРЛ. Л. Т. 41. С. 47—48.
- Наталья Александровна Казакова (некролог) // Там же. С. 451—452 (совм. с Н. Ф. Дробленковой и Я. С. Лурье).
- О «Житии Дмитрия Прилуцкого» // Литература и искусство в системе культуры. М. С. 190—194.
- «Слово о полку Игореве» - великий памятник Древней Руси // Слово о полку Игореве (факсимильное воспроизведение первого издания «Слова о полку Игореве» 1800 г.). М. С. 68—96.
- [Транскрипция древнерусского текста «Слова», перевод его на современный русский язык, комментарии к тексту] // Там же. С. 97—123.
- Русская литература XI—XVIII вв. / Сост., вступ. статья, примеч. Л. А. Дмитриева и Н. Д. Кочетковой. М. 493 с. (Сер. «Б-ка учителя»).

Вступ. статья Литература Древней Руси и XVIII века (совм. с Н. Д. Кочетковой) — с. 3—16. Подгот. текстов и переводы: Слово о погибели Русской земли — с. 88—89; Задонщина — с. 104—121; Ермолай-Еразм. Повесть о Петре и Февронии Муромских — с. 152—171. Комментарии: с. 430—452. Словари (совм. с Н. Д. Кочетковой) — с. 472—489.
- Памятники литературы Древней Руси. XVII век. Кн. первая / Вступ. статья Д. С. Лихачева; Сост. и общ. ред. Л. А. Дмитриева, Д. С. Лихачева. М. 704 с.

Подгот. текста Повести о португальском посольстве — с. 468—483; комментарии к Повести о португальском посольстве — с. 660—661.
- Перевод отрывка из «Сказания о Борисе и Глебе» // Семья. 24 августа, № 34. С. 8—9.
- Ред. (в сост. редкол.): Памятники культуры. Новые открытия. Письменность. Искусство. Археология. Ежегодник 1987. М. 478 с.

1989
- Филологические труды Дмитрия Сергеевича Лихачева // Лихачев Д. С. О филологии. М. С. 6—9.
- Словарь книжников и книжности Древней Руси. Вып. 2. (Вторая половина XIV — XVI вв.), ч. 2: Л—Я / Отв. ред. Д. С. Лихачев. Л.

Статьи: «Повесть о варяжской божнице» — с. 225—227; «Повесть о построении Благовещенской церкви Иоанном и Григорием» — с. 267—268; «Повесть о Тимофее Владимирском» — с. 287—288; «Протасий» — с. 306—307; «Сказание о битве новгородцев суздальцами» — с. 47—351; «Сказание о Иоанне и Логгине Яренгских» — с. 67—370; «Сказание о Мамаевом побоище» — с. 371—384; «Тучков Василий Михайлович» — с. 446—448; «Феодосий, автор Жития Александра Ошевенского» — с. 462—464; «Житие Иоанна Новгородского» — с. 514—517. Памятники литературы Древней Руси. XVII век. Кн. вторая / Сост. и общ. ред. Л. А. Дмитриева, Д. С. Лихачева. М. 704 с.
Подгот. текстов: Сказание о молодце и девице — с. 231—233, Притча о старом муже — с. 234—236, Сказка о некоем молодце, коне и сабле — с. 237—238, Житие Елеазара Анзерского, написанное им самим — с. 299—304, Повесть о житии Варлаама Керетского — с. 305—309; комментарии к этим памятникам: с. 631—614, 614, 614—615, 622—623, 624.
- Ред.: Булахов М. Г. «Слово о полку Игореве» в литературе, искусстве, науке. Краткий энциклопедический словарь. Минск. 247 с.
- Ред. (в сост. редкол.): Памятники культуры. Новые открытия. Письменность. Искусство. Археология. Ежегодник 1988. М. 574 с.

1990
- Слово о полку Игореве / Вступ. статьи Д. С. Лихачева и Л. А. Дмитриева; Реконстр. древнерус. текста и науч. пер. Д. С. Лихачева; Сост., подгот. текстов и примеч. Л. А. Дмитриева. Л. 400 с. (Б-ка поэта. Малая сер. 4-е изд.).

Статья: «Слово о полку Игореве» в русской литературе XIX—XX веков — с. 93—106; примечания — с. 359—396.
- Литература Древней Руси: Хрестоматия / Сост., автор вступ. статьи и коммент. Л. А. Дмитриев; Под ред. Д. С. Лихачева. М. 544 с.
- Библиотека русской фантастики: В 20 т. Т. 1: Сказания о чудесах. М. С. 151—153, 168—170, 517, 518—519.

Переводы и коммент.: Видение хутынского пономаря Тарасия; Повесть о споре жизни и смерти.
- Библиотека русской фантастики: В 20 т. Т. 2: Звездочтец. Русская фантастика XVII века. М. С. 166—172, 173—178, 488—489.

Подгот. текстов и коммент.: Житие Елеазара Анзерского, написанное им самим; Повесть о житии Варлаама Керетского.
- Повесть о житии юродивого Христа ради Михаила Клопского / Пер. Л. А. Дмитриева // Семья. № 47. С. 8—9.
- Ред. (в сост. редкол.): Памятники культуры. Новые открытия. Письменность. Искусство. Археология. Ежегодник 1989. М. 479 с.

1991
- Мог ли Владимир Ярославич Галицкий быть автором «Слова о полку Игореве»? // Русская литература. № 1. С. 88—103.

1992
- Запах ржаного хлеба // Александр Ильич Копанев: Сборник статей и воспоминаний. СПб. С. 90—95.

1993
- Лихачев Дмитрий Сергеевич // Российская педагогическая энциклопедия. М. Т. 1: А—М. С. 520 (совместно с Б. Ф. Егоровым).

1994
- Ред.: Домострой / Изд. подгот. В. В. Колесов, В. В. Рождественская. СПб.
- Ред.: Памятники литературы Древней Руси. XVII век. Кн. третья / Сост. и общая ред. Л. А. Дмитриева, Д. С. Лихачева. М. 652 с.

1995
- Энциклопедия «Слова о полку Игореве» / Редкол.: Л. А. Дмитриев, Д. С. Лихачев, С. А. Семячко, О. В. Творогов. СПб. Т. 1—5.

Автор «Слова»; Агафья (Огафья) Ростиславна; Айзеншток И. Я.; Анастасевич В. Г.; Антокольский П. Г.; Асеев Н. Н.; Бальмонт К. Д.; Бариев Ю. А.; Басов-Верхоянцев С. А.; Беловод Просович; Берг Н. В.; Берггольц О. Ф.; Болотова Н. П.; Болховитинов Е. А.; Ботвинник С. В.; Боян; Браун Н. Л.; Брюсов В. Я.; Бунин И. А.; Владимир Ярославич; Время создания «Слова»; Гербель Р. В.; Гнедич Н. И.; Голиков И. И.; Гудзий Н. К.; Державин Г. Р.; Домид; Еремин И. П.; Жуковский В. А.; Забила Н. Л.; Зотов В. Н.; Карамзин Н. М.; Козлов В. П.; Кочкарь; Кугушев Н. М.; Лихачев Д. С.; Майков А. Н.; Малиновский А. Ф.; Мальсагов Д. Д.; Мария Васильковна; Махновец Л. Е.; Мей Л. А.; Минаев Д. И.; Митуса; Новиков И. А.; Ольстин Олексич; Панов Г. П.; Первое издание «Слова»; Перетц В. Н.; Петр Бориславич; Плаутин С. Л.; Прокофьев А. А.; Рагуил Добрынич; Рыленков Н. И.; «Сказание о Мамаевом побоище»; «Слово о погибели Русской земли»; Соболевский В. Ф.; Струйский Д. Ю.; Творогов О. В.; Тимофей; Успенский М. И.; Факсимильные издания «Слова»; Федоров В. Г.
1997
- Текст и его интерпретация в изучении древнерусской литературы // Освобождение от догм (задачи и пути изучения русской литературы). М.

Статьи в рукописях (доклады и отзывы):
- Библиотека литературы Древней Руси (XI—XVII вв.). Проблемы и перспективы издания.
- Проблемы агиографического жанра в трудах В. Н. Перетца.
- «Слово о полку Игореве» и Евгений Болховитинов.